# 圭多·凯勒

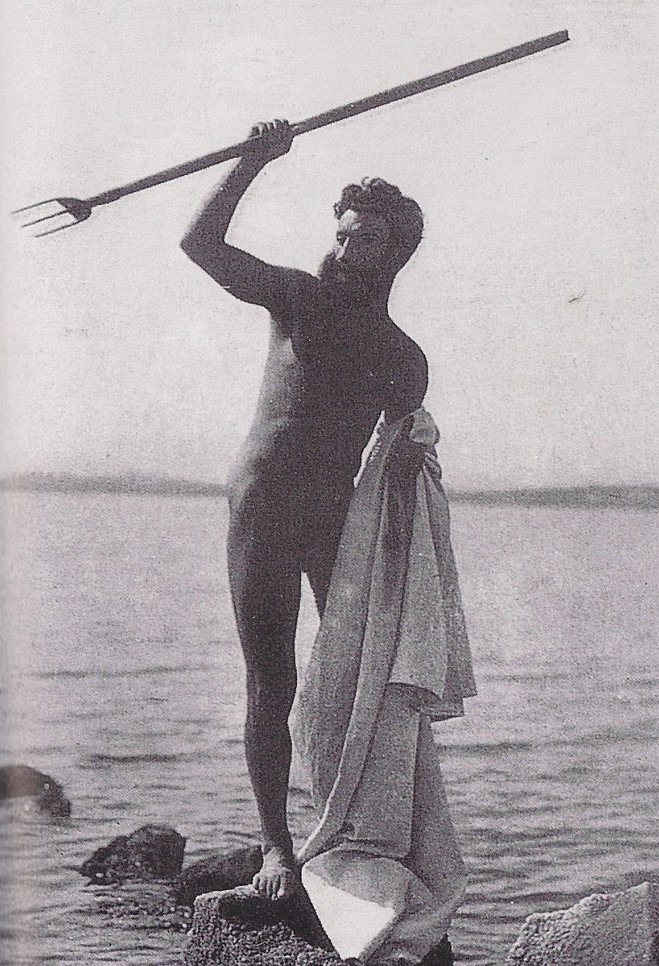
扮演海神尼普顿的圭多·凯勒

圭多·凯勒（Guido Keller，1892年2月6日—1929年11月9日）是一位意大利飛行員、政治活动家，也是加布里埃尔·邓南遮的密友。凯勒曾在1919年攻占阜姆、義大利卡爾納羅攝政領成立的过程中起到了重要作用。1929年11月9日，他在马马利亚诺萨比纳附近因车祸身亡，终年37岁。